# Pedro Bravo
Pedro Bravo (Cali, Valle del Cauca, Colombia, 26 de noviembre de 2004), es un futbolista colombiano que juega como mediocampista en el FC Midtjylland de la Superliga Danesa.

## Trayectoria
Se unió al club en 2017, Bravo hizo su debut profesional con el América de Cali al final del Torneo Finalización 2021, entrando como suplente en la segunda mitad en la derrota fuera de casa por 2-1 ante Millonarios el 17 de diciembre de 2021. En enero de la temporada siguiente fue cedido al Orsomarso de la Categoría Primera B. Sin embargo, no participó en Orsomarso, y volvería a jugar dos partidos más con el América de Cali en la temporada 2022.
En 2023, tras una aparición en la liga con el América de Cali, se rumuro que bravo ficharía por el Midtjylland de Dinamarca. Sin embargo, se uniría al Mafra en préstamo, con opción a compra, el 15 de mayo de 2023. A pesar de ser anunciado por el club portugués, Bravo permaneció en el América de Cali, figuró en el partido de liga contra Atlético Bucaramanga el 17 de mayo, apenas dos días después del anuncio.

## Selección nacional
Bravo ha representado a Colombia en la categoría sub-15 y el sub-17.

## Estadísticas

### Clubes
Actualizado al último partido disputado el 12 de mayo de 2024.
| América de Cali · Colombia | 1.ª           | 2021          | 1  | 0 | – | – | 0 | 0 | 1  | 0 |
| América de Cali · Colombia | 1.ª           | 2022          | 2  | 0 | – | – | – | – | 2  | 0 |
| América de Cali · Colombia | 1.ª           | 2023          | 2  | 0 | – | – | – | – | 2  | 0 |
| América de Cali · Colombia | Total club    | Total club    | 5  | 0 | – | – | 0 | 0 | 5  | 0 |
| Mafra Portugal             | 2.ª           | 2023/2024     | 32 | 0 | 3 | 0 | – | – | 35 | 0 |
| Mafra Portugal             | Total club    | Total club    | 32 | 0 | 3 | 0 | – | – | 35 | 0 |
| Total carrera              | Total carrera | Total carrera | 37 | 0 | 3 | 0 | – | – | 40 | 0 |
| 1.                         |               |               |    |   |   |   |   |   |    |   |